# روي بينتو (قرصان)
روي بينتو (بالبرتغالية: Rui Pinto‏) (مواليد 1989 في فيلا نوا دغايا)، هو مخترق انترنت وكاشف فساد برتغالي. اشتهر بعد نشره العديد من وثائق فساد سرية خاصة شمبت تهربات ضريبية واحتيالات وحالات اغتصاب للاعبي ومدربي وأندية كرة قدم فيما عرف ب Luanda Leaks وذلك من خلال موقعه Football Leaks.
توبع بيتو بتهم تضمنت الابتزاز وسرقة البيانات الشخصية، وتم إيقافه في المجر بموجب مذكرة اعتقال أوروبية وتسليمه للبرتغال في أبريل 2019 حيث تم سجنه.

## سياق الأحداث
ولد بيتنو لأب كان يعمل مصمم أحذية، فيما توفيت والدته بسبب السرطان عندما كان في الحادية عشرة من عمره. صرح بينتو في وقت لاحق خلال محادثة له مع مجلة دير شبيغل «أنه من محبي كرة القدم منذ الطفولة». بعد تخرجه من المدرسة الثانوية، بدأ دراسة التاريخ ثم توقف عن ذلك، حيث أمضى فصلا دراسيا في الخارج في بودابست.
في خريف عام 2015، وصف بينتو بأنه "الرجل الذي يقف وراء موقع Football Leaks المتخصص في تسريبات وفضائح عالم كرة القدم. في عام 2016، نقل بينتو تحت اسمه الحركي "جون" على أكثر من 70 مليون مستند إلى صحيفة دير شبيغل الألمانية أي ما يعادل 3.4 تيرابايت من البيانات الرقمية، صنف بعضها على أنه "سري للغاية" دون أن يكشف على مصدر بياناته. قامت الصحيفة بمشاركة البيانات مع منظمة التعاون الأوروبي للتحقيق في صحة محتوياتها وكذلك مع وسائل الإعلام الدولية الأخرى التي ساعدت في تحليل هذه التسريبات. تضمنت الوثائق ٪40 من عقود واتفاقات رعاية وتقارير داخلية واتصالات من اتحادات كرة القدم والأندية والأفراد في عالم كرة القدم وتحويلات مشكوك فيها وغيرها من الخروقات. فيما تعلق الباقي بتهريبات خارجية في جزر كايمان.